# Petljakov Pe-2
Petljakov Pe-2 (rusko Петляков Пе-2) je bil lahki sovjetski bombnik 2. svetovne vojne.

## Zgodovina
Obveščevalna služba Luftwaffe je pred napadom na Sovjetsko zvezo za svoje pilote pripravila priročnike, po katerih naj bi imel nasprotnik le zastarela letala, bombnike SB in najrazličnejše okorne in z valovito pločevino prekrite bombnike Tupoljev. Zato so bili nemški piloti lovcev zelo začudeni, ko so že od prvih dni vojne srečevali dvomotornike nadvse modernih in aerodinamičnih oblik, ki so bili izredno hitri in okretni in za katere so kmalu izvedeli, da imajo uradno oznako Pe-2. Tudi za sovjetske pilote je bila kratica Pe, ki je pomenila konstruktorja Petljakova, nekaj novega, prav tako kot tudi imena Jakovljev, Mikojan in Lavočkin. Dotlej je namreč veljalo, da je vsak lovec doma pri Polikarpovu, vsak bombnik pa pri Tupoljevu ali kvečjemu Iljušinu. Zgodba o nastanku Pe-2 je zelo nenavadna, saj se je ta uspešni sovjetski dvomotorni bombnik rodil v zaporu, saj se čistkam v Stalinovi SZ po letu 1929 niso mogli izogniti niti mnogi sovjetski letalski konstruktorji, inženirji ter znanstveniki. Pod obtožbami, da prepočasi delajo svoja letala ali prodajajo načrte Nemcem, so poleg drugih, tudi Petljakova zaprli v poseben zapor KB29 v Moskvi. Po razdelitvi v večje konstruktorske skupine so morali pod nadzorom nadaljevati z delom. V poznih tridesetih letih se je skupina konstruktorjev s Petljakovom na čelu začela ukvarjati s projektom dvomotornega višinskega lovca, katerega prototip je prvič poletel decembra 1939. Kljub uspešnosti so bili letalski strokovnjaki mnenja, da rdeče letalstvo ne potrebuje višinskega lovca, temveč strmoglavca, zato so razvoj preusmerili na Pe-2, ki je bil opremljen z aerodinamičnimi zavorami in prilagojen novi zahtevi. Serijska proizvodnja je stekla in le še z manjšimi spremembami so izboljševali osnovni model Pe-2. Vsega skupaj so jih v Sovjetski zvezi izdelali 11427. Tako so že leta 1942 bombniki Pe-2 postali hrbtenica sovjetskega taktičnega letalstva in njihovo število je tu in tam doseglo tudi do 75 % vseh dvomotornih bombnih letal.

## Izvedenke
Najštevilnejša in hkrati najuspešnejša različica je bil Pe-2FT, ki je bilo popolnoma kovinsko, dvosedežno letalo dolžine 12.45 metra in razpona 17.16 metra. Dva motorja sovjetske izdelave tipa Klimov s po 1210 KM sta 5950 kg težko letalo poganjala z največ 581 km/h do 1770 kilometrov daleč. Kljub razmeroma majhni velikosti letala pa je poleg šestih strojnic nosilo še do 1000 kilogramov bombnega tovora. Čeprav je bil Pe-2 po svojem namenu strmoglavec, so ga v prvih letih vojne uporabljali v glavnem kot navaden bombnik, kajti položaj na bojišču ni dovoljeval zapravljanja časa z urjenjem v strmoglavem poletu oziroma bombardiranju, ki je za pilote precej bolj zahtevno kot običajno odmetavanje bomb v vodoravnem poletu. Ne glede na to pa je bil in ostal Pe-2 najboljše sovjetsko bombniško letalo druge svetovne vojne, za katerega so Nemci že leta 1941 spoznali, da je tako po hitrosti, kot tudi po oborožitvi doraslo njihovemu najbolj razširjenemu in opevanemu lovcu Messerschmittu Bf-109E.